# اجاهالی، مدور
اجاهالی، مدور (به انگلیسی: Ajjahalli, Maddur) یک منطقهٔ مسکونی در هند است که در کارناتاکا واقع شده‌است.